# Madman Anime Festival
L'Anime Festival (anciennement Madman Anime Festival ou MadFes) est une convention annuelle australienne sur les animes et la culture japonaise, organisée entre 2016 et 2020 à Melbourne, Perth, Brisbane et Sydney. La convention est inaugurée en 2016 et se tient au Melbourne Convention and Exhibition Centre en tant qu'événement de deux jours du 3 au 4 septembre 2016 à Melbourne,. La convention est ensuite étendue à Perth et Brisbane en 2017 après un événement inaugural réussi, avec chaque événement tenu à quelques mois d'intervalle, et à Sydney en 2019. 